# Ashlyn Krueger
Ashlyn Krueger (ur. 7 maja 2004 w Dallas) – amerykańska tenisistka, mistrzyni juniorskiego US Open 2021 w grze podwójnej.

## Kariera tenisowa
W 2021 roku podczas US Open zadebiutowała w zawodach wielkoszlemowych, przegrywając w pierwszej rundzie gry pojedynczej z Anną Karolíną Schmiedlovą. W grze podwójnej, startując w parze z Robin Montgomery, dotarła do drugiej rundy turnieju.
W tej samej imprezie, wraz z Montgomery, zwyciężyła w juniorskich rozgrywkach w grze podwójnej. W finale para Krueger–Montgomery pokonała debel Reese Brantmeier–Elvina Kalieva 5:7, 6:3, 10–4.
W czerwcu 2023 po raz pierwszy pokonała tenisistkę z najlepszej dwudziestki rankingu WTA. W drugiej rundzie turnieju w ’s-Hertogenbosch ograła, będącą wówczas na 19. pozycji, Wiktoryję Azarankę 6:3, 6:2. Krueger była wtedy sklasyfikowana na 152. miejscu. Tydzień po tym wydarzeniu wygrała pierwsze zawody singlowe kategorii WTA 125 w Gaibie, w meczu mistrzowskim eliminując Tatjanę Marię 3:6, 6:4, 7:5.
Podczas US Open 2023 wygrała swoje dwa pierwsze mecze w głównej drabince turnieju wielkoszlemowego, w tym nad wschodzącą gwiazdą tenisa, 17letnią Mirrą Andriejewą. We wrześniu tego samego toku wygrała swój pierwszy turniej WTA Tour. W finale w Osace pokonała Zhu Lin wynikiem 6:3, 7:6(6).

## Historia występów wielkoszlemowych
Legenda
     W, wygrany turniej
     F, przegrana w finale
     SF, przegrana w półfinale
     QF, przegrana w ćwierćfinale
     xR, przegrana w x rundzie
     Qx, przegrana w x rundzie kwalifikacji
     A, brak startu
     NH, turniej nie odbył się

### Występy w grze pojedynczej
| Australian Open        | A | A  | A   | A   | Q2 | 1R | 1R | 0 / 2  | 0 – 2  |  |  |  |  |  |  |  |  |  |  |  |  |  |  |  |  |  |  |
| French Open            | A | A  | A   | A   | Q3 | 1R | 2R | 0 / 2  | 1 – 2  |  |  |  |  |  |  |  |  |  |  |  |  |  |  |  |  |  |  |
| Wimbledon              | A | NH | A   | A   | Q2 | 1R | 2R | 0 / 2  | 1 – 2  |  |  |  |  |  |  |  |  |  |  |  |  |  |  |  |  |  |  |
| US Open                | A | A  | 1R  | 1R  | 1R | 3R |    | 0 / 4  | 2 – 4  |  |  |  |  |  |  |  |  |  |  |  |  |  |  |  |  |  |  |
|                        |   |    |     |     |    |    |    |        |        |  |  |  |  |  |  |  |  |  |  |  |  |  |  |  |  |  |  |
| Ranking na koniec roku | – | –  | 536 | 172 | 81 | 65 |    | 0 / 10 | 4 – 10 |  |  |  |  |  |  |  |  |  |  |  |  |  |  |  |  |  |  |

### Występy w grze podwójnej
| Australian Open        | A   | A   | A   | A   | A   | 1R | 1R | 0 / 2 | 0 – 2 |  |  |  |  |  |  |  |  |  |  |  |  |  |  |  |  |  |  |
| French Open            | A   | A   | A   | A   | A   | 1R | A  | 0 / 1 | 0 – 1 |  |  |  |  |  |  |  |  |  |  |  |  |  |  |  |  |  |  |
| Wimbledon              | A   | NH  | A   | A   | 1R  | 1R | A  | 0 / 2 | 0 – 2 |  |  |  |  |  |  |  |  |  |  |  |  |  |  |  |  |  |  |
| US Open                | A   | A   | 2R  | 1R  | 1R  | 1R |    | 0 / 4 | 1 – 4 |  |  |  |  |  |  |  |  |  |  |  |  |  |  |  |  |  |  |
|                        |     |     |     |     |     |    |    |       |       |  |  |  |  |  |  |  |  |  |  |  |  |  |  |  |  |  |  |
| Ranking na koniec roku | 891 | 924 | 281 | 163 | 176 | 71 |    | 0 / 9 | 1 – 9 |  |  |  |  |  |  |  |  |  |  |  |  |  |  |  |  |  |  |

### Występy w grze mieszanej
| Australian Open | A | A  | A | A | A  | A  | A | 0 / 0 | 0 – 0 |  |  |  |  |  |  |  |  |  |  |  |  |  |  |  |  |  |  |
| French Open     | A | A  | A | A | A  | A  | A | 0 / 0 | 0 – 0 |  |  |  |  |  |  |  |  |  |  |  |  |  |  |  |  |  |  |
| Wimbledon       | A | NH | A | A | A  | A  | A | 0 / 0 | 0 – 0 |  |  |  |  |  |  |  |  |  |  |  |  |  |  |  |  |  |  |
| US Open         | A | A  | A | A | 2R | 2R |   | 0 / 2 | 2 – 2 |  |  |  |  |  |  |  |  |  |  |  |  |  |  |  |  |  |  |
|                 |   |    |   |   |    |    |   |       |       |  |  |  |  |  |  |  |  |  |  |  |  |  |  |  |  |  |  |
|                 |   |    |   |   |    |    |   | 0 / 2 | 2 – 2 |  |  |  |  |  |  |  |  |  |  |  |  |  |  |  |  |  |  |

## Finały turniejów WTA
| Legenda                   | Legenda |
| ------------------------- | ------- |
| Wielki Szlem              |         |
| Igrzyska olimpijskie      |         |
| WTA Tour Championships    |         |
| od 2021                   |         |
| WTA 1000 (obowiązkowe)    |         |
| WTA 1000 (nieobowiązkowe) |         |
| WTA 500                   |         |
| WTA 250                   |         |
| WTA 125                   |         |

### Gra pojedyncza 2 (1–1)
| Końcowy wynik | Nr | Data             | Turniej  | Nawierzchnia | Przeciwniczka  | Wynik finału  |
| ------------- | -- | ---------------- | -------- | ------------ | -------------- | ------------- |
| Zwyciężczyni  | 1. | 17 września 2023 | Osaka    | Twarda       | Zhu Lin        | 6:3, 7:6(6)   |
| Finalistka    | 1. | 8 lutego 2025    | Abu Zabi | Twarda       | Belinda Bencic | 6:4, 1:6, 1:6 |

### Gra podwójna 1 (1–0)
| Końcowy wynik | Nr | Data            | Turniej    | Nawierzchnia | Partnerka       | Przeciwniczki                    | Wynik finału   |
| ------------- | -- | --------------- | ---------- | ------------ | --------------- | -------------------------------- | -------------- |
| Zwyciężczyni  | 1. | 7 kwietnia 2024 | Charleston | Ceglana      | Sloane Stephens | Ludmyła Kiczenok Nadija Kiczenok | 1:6, 6:3, 10–7 |

## Finały turniejów WTA 125

### Gra pojedyncza 1 (1–0)
| Końcowy wynik | Nr | Data            | Turniej | Nawierzchnia | Przeciwniczka | Wynik finału  |
| ------------- | -- | --------------- | ------- | ------------ | ------------- | ------------- |
| Zwyciężczyni  | 1. | 25 czerwca 2023 | Gaiba   | Trawiasta    | Tatjana Maria | 3:6, 6:4, 7:5 |

### Gra podwójna 1 (0–1)
| Końcowy wynik | Nr | Data                 | Turniej | Nawierzchnia | Partnerka         | Przeciwniczki                     | Wynik finału |
| ------------- | -- | -------------------- | ------- | ------------ | ----------------- | --------------------------------- | ------------ |
| Finalistka    | 1. | 29 października 2022 | Tampico | Twarda       | Elizabeth Mandlik | Tereza Mihalíková Aldila Sutjiadi | 5:7, 2:6     |

## Finały turniejów ITF
| turnieje z pulą nagród 100 000 $ (W100) |
| turnieje z pulą nagród 80 000 $ (W80)   |
| turnieje z pulą nagród 60 000 $ (W75)   |
| turnieje z pulą nagród 40 000 $ (W50)   |
| turnieje z pulą nagród 25 000 $ (W35)   |
| turnieje z pulą nagród 15 000 $ (W15)   |

### Gra pojedyncza 3 (1–2)
| Rezultat     |    | Data       | Turniej         | ($)    | Naw.    | Przeciwniczka      | Wynik    |
| Finalistka   | 1. | 15/05/2022 | Sarasota        | 25 000 | Ceglana | Elizabeth Halbauer | 5:7, 2:6 |
| Zwyciężczyni | 1. | 24/07/2022 | Evansville      | 60 000 | Twarda  | Sachia Vickery     | 6:3, 7:5 |
| Finalistka   | 2. | 30/04/2023 | Charlottesville | 60 000 | Ceglana | Emma Navarro       | 1:6, 1:6 |

### Gra podwójna 7 (2–5)
| Rezultat     |    | Data       | Turniej        | ($)     | Naw.    | Partnerka        | Przeciwniczki                        | Wynik          |
| Finalistka   | 1. | 22/06/2019 | Orlando        | 15 000  | Ceglana | Kimmi Hance      | Allura Zamarripa Maribella Zamarripa | 3:6, 1:6       |
| Finalistka   | 2. | 21/09/2019 | Lubbock        | 15 000  | Twarda  | Shiori Fukuda    | María Portillo Ramírez Sofia Sewing  | 2:6, 4:6       |
| Zwyciężczyni | 1. | 05/03/2022 | Arcadia        | 60 000  | Twarda  | Robin Montgomery | Harriet Dart Giuliana Olmos          | walkower       |
| Finalistka   | 3. | 23/07/2022 | Evansville     | 60 000  | Twarda  | Kylie Collins    | Kolie Allen Ava Markham              | 6:3, 1:6, 3–10 |
| Zwyciężczyni | 2. | 11/02/2023 | Orlando        | 60 000  | Twarda  | Robin Montgomery | Arianne Hartono Eva Vedder           | 7:5, 6:1       |
| Finalistka   | 4. | 22/04/2023 | Charleston     | 100 000 | Ceglana | Robin Montgomery | Sophie Chang Angela Kulikov          | 3:6, 4:6       |
| Finalistka   | 5. | 07/05/2023 | Bonita Springs | 100 000 | Ceglana | Robin Montgomery | Jamie Loeb Makenna Jones             | 7:5, 4:6, 2–10 |

## Finały wielkoszlemowych turniejów juniorskich

### Gra podwójna (1–0)
| Końcowy wynik | Data             | Turniej | Nawierzchnia | Partnerka        | Przeciwniczki                   | Wynik finału   |
| Zwyciężczyni  | 11 września 2021 | US Open | Twarda       | Robin Montgomery | Reese Brantmeier Elvina Kalieva | 5:7, 6:3, 10–4 |